# Албанија на Зимским олимпијским играма 2006.
Албанији је ово било прво учешће на Зимским олимпијским играма. Албанску делегацију на Зимским олимпијским играма 2006. у Торину представљао је један такмичар који је учествовао у три дисциплине алпског скијања.
Албански олимпијски тим је остао у групи екипа које нису освојиле ниједну медаљу.
Заставу Албаније на свечаном отварању и затварању Олимпијских игара 2006. носио је једини албански такмичар алпски скијаш Ерјон Тоља.

## Алпско скијање

### Мушкарци
| Такмичар   | Дисциплина | Резултати    | Резултати    | Резултати    | Резултати    | Резултати         |              |
| Такмичар   | Дисциплина | 1. трка      | 2. трка      | Укупно       | Заостатак    | Пласман/уч. (ук.) |              |
| ---------- | ---------- | ------------ | ------------ | ------------ | ------------ | ----------------- | ------------ |
| Ерјон Тоља | Велеслалом | 1:30,87 (39) | 1:32,02 (38) | 3:02,89      | 27,89        | 35 / 41 (82)      |              |
| Ерјон Тоља | Слалом     | Није завршио | Није завршио | Није завршио | Није завршио | Није завршио      | Није завршио |
| Ерјон Тоља | Слалом     |              |              | 1:44,26      | 13,62        | 56 / 56 (63)      |              |